# José Alemão de Mendonça Cisneiros e Faria
José Alemão de Mendonça Cisneiros e Faria (Lisboa, Santos-o-Velho, 6 de Setembro de 1797 – 1 de Fevereiro de 1875) foi um oficial da Armada portuguesa, sendo reformado no posto de vice-almirante, em 1873, conselheiro de Sua Majestade Fidelíssima (carta de 11 de Julho de 1861), e cavaleiro-fidalgo da Casa Real (alvará de 23 de Dezembro de 1822). No decurso da sua carreira, foi por várias vezes incumbido especialmente de transportar a família real e escreveu "Praxe do Fôro Militar", Lisboa, 1847, e Goa, 1849.

## Família
Filho de Diogo Alemão de Mendonça Cisneiros e Faria, que justificou a sua nobreza a 7 de Maio de 1791, na vila do Cadaval, e de sua mulher, Joaquina Inácia do Avelar; neto paterno de José Alemão de Mendonça Cisneiros e Faria, cavaleiro-fidalgo da Casa Real (alvará de 16 de Setembro de 1748), fidalgo de cota de armas (alvará de 24 de Janeiro de 1753), senhor do morgado da Vermelha, e de sua segunda mulher, Luísa Victória da Fonseca Perestrelo.

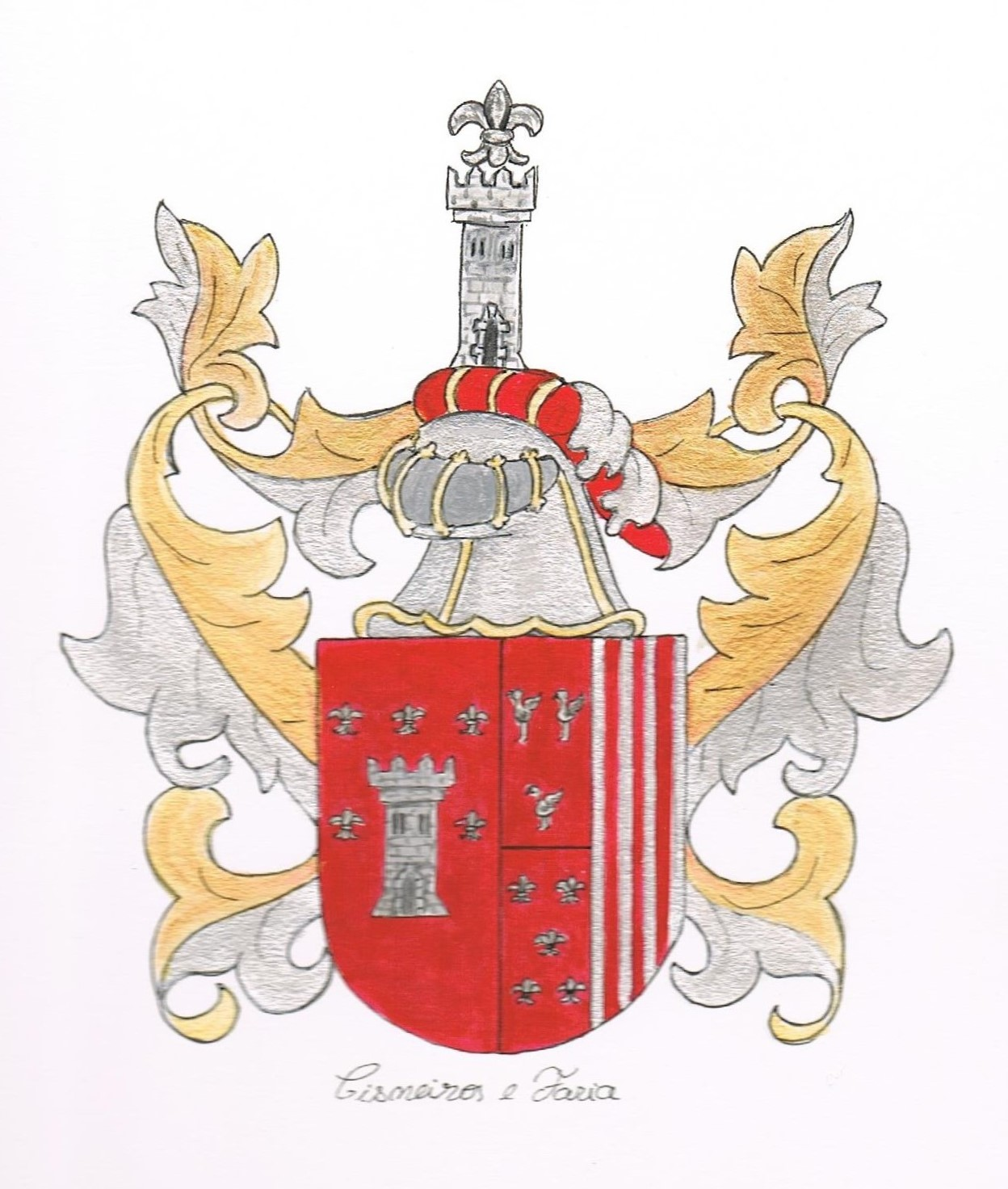
Brasão pertencente a José Alemão de Mendonça Cisneiros e Faria, desenhado e pintado por Carlota Menezes

Casou duas vezes: a primeira, em Lisboa, no Socorro, a 10 de Novembro de 1830, com Henriqueta Maria Rita de Souza, natural de Lisboa, freguesia de Santa Catarina, filha de João Manuel de Souza e de sua mulher Ana Rita de Souza, com geração; e a segunda vez, em Lisboa, na freguesia de São Mamede, a 2 de Outubro de 1856, com Margarida Plácida Gonsallez, viúva de D. António Maria Gonsallez, sem mais notícia.
Do primeiro casamento teve a seguinte geração:
1. José Alemão de Mendonça Cisneiros e Faria Júnior, que casou em Lisboa, na freguesia de Santa Maria de Belém, a 10 de Junho de 1872, com Maria da Conceição de Sá Viana, natural e baptizada em Lisboa, na freguesia dos Anjos, cerca de 1844, filha de José Gualberto de Sá Viana, e de sua mulher Maria Vital da Cunha Travassos, sem geração.
2. António Alemão de Mendonça Cisneiros e Faria, que casou com Maria Dylar de Brito Soares, com sucessão.
3. Maria Henriqueta de Sousa Cisneiros, que casou com António Ferreira, indústrial e grande proprietário, progenitores do ramo Cisneiros Ferreira, com vasta descendência até à actualidade.
4. Maria das Dores de Sousa Cisneiros, solteira.
5. Joaquina Jorge de Sousa Cisneiros, solteira.
Foi confirmado em 23 de Março de 1818 como "representante da Casa Cisneiros e Faria".

## Carreira
Progressão na carreira:
- Assentou praça como aspirante de piloto em 12 de Março de 1816;
- 2.º Tenente em 1817;
- 1.º Tenente em 1821;
- capitão-tenente em 1844;
- capitão de fragata em 1847;
- capitão de mar e guerra graduado em 1855;
- capitão de mar e guerra efectivo em 1857;
- chefe de divisão graduado em 1866;
- chefe de divisão efectivo em 1866;
- contra-almirante em 1866.

Obteve todos os prémios da Academia da Marinha.
Em 1817 embarcou na nau S. Sebastião que fazia parte da esquadra que conduziu a Arquiduquesa de Áustria D. Maria Leopoldina, primeira mulher de D. Pedro IV, de Leorne até ao Rio de Janeiro.
No final do ano de 1818 embarcou na fragata Vénus desempenhando várias missões na costa portuguesa, ilhas adjacentes e Brasil.
No brigue Reino Unido seguiu para as ilhas de Cabo Verde onde esteve um ano, e dali para o Rio de Janeiro, donde regressou encorporado na esquadra que transportava a família real para Portugal.
Seguiu novamente para Pernanbuco e Rio de Janeiro a bordo da fragata Orestes, passando depois para a nau D. João VI, em que voltou a Lisboa em 1822.
Voltou ao Brasil na fragata Pérola, passando sucessivamente para a corveta Urânia e fragata Diana, voltando a Lisboa em 1823.
Na Amazona foi depois para Cabo Verde, Benguela e Luanda.
Andou ainda embarcado nas corvetas Princesa Real e Cibele e nos brigues Audaz, Isabel Maria e Cacela.
Em 1837 foi nomeado Curador e Defensor dos réus no Supremo Tribunal de Marinha e em 1838 ajudante do Major General da Armada, cargo que ocupou interinamente em 1854-1855.
Cavaleiro-Fidalgo da Casa Real (alvará de 23 de Dezembro de 1822), obteve a carta do Conselho de Sua Majestade Fidelíssima (carta de 11 de Julho de 1861), foi Chefe do Estado-Maior de Marinha (dec. 13 de Agosto de 1862) e Major General da Armada (30 de Setembro de 1865) .

## Obras Publicadas
Escreveu várias obras entre as quais "Praxe do Fôro Militar", Lisboa, 1847, e Goa, 1849 e sendo ainda capitão-tenente, "Questionário para o Exame dos Guardas-Marinhas".

## Condecorações
Obteve as seguintes condecorações:
- Cavaleiro da Ordem de Avis (5 de Setembro de 1840);
- Cavaleiro da Ordem de Nossa Senhora da Conceição de Vila Viçosa (21 de Outubro de 1840);
- Cavaleiro da Ordem da Torre e Espada (29 de Novembro de 1848);
- Comendador da Ordem Militar de São Bento de Aviz (16 de Maio de 1854);
- Oficial da Ordem da Legião de Honra (12 de Dezembro de 1854);
- Medalha de D. Pedro e D. Maria, Algarismo n.º 2 (1863);
- Medalha Militar de Oiro de Bons Serviços e de Comportamento Exemplar (1867).